# Thomas Xenakis
Thomas Xenakis (30 de marzo de 1875, 1875 – 7 de julio de 1942) fue un gimnasta griego que compitió en los Juegos Olímpicos de Atenas de 1896.
Xenakis participó en la prueba de escalada de cuerda. Él y su compatriota Nikolaos Andriakopoulos fueron los dos únicos participantes, de los cinco de la prueba, en lograr escalar los 14 metros que tenía la cuerda. El tiempo de Xenakis es desconocido, pero estuvo por debajo de los 23,4 segundos del ganador, Nikolaos Andriakopoulos.
También participó en la prueba por equipos de barras paralelas, donde fue miembro del equipo griego que consiguió la medalla de plata.

## Palmarés
- Medalla de plata en los Juegos Olímpicos de Atenas (1896) en escalada de cuerda
- Medalla de plata por equipos en los Juegos Olímpicos de Atenas (1896) en barras paralelas.

- Datos: Q371579